# Мекленбургский диалект

Нижненемецкие диалекты. Мекленбургско-переднепомеранская область обозначена цифрой 8

Мекленбу́ргский диалект (нем. Mecklenburgisch) — небольшая диалектная группа, восходящая к древнесаксонскому языку. Принадлежит к мекленбургско-переднепомеранским диалектам нижненемецкого языка. В составе мекленбургской группы выделяют два поддиалекта: мекленбургско-шверинский (Шверин, Росток, Висмар, Гюстров) и мекленбургско-стрелицкий (Нойштрелиц, Нойбранденбург).

## Распространение
Мекленбургский диалект имеет хождение в западной части земли Мекленбург-Передняя Померания. На востоке он переходит в переднепомеранский (или западнопомеранский) диалект, причём границы перехода размыты, несмотря на более сильное влияние славянских языков на последний. Благодаря сохранению сельского образа жизни в отдельных районах земли, мекленбургский диалект хорошо сохранился.

## Характеристика
Особенности звукоизвлечения, характерные для всей мекленбургско-переднепомеранской группы в целом, справедливы и для мекленбургского диалекта. Одной из его особенностей является употребление уменьшительно-ласкательного суффикса -ing: например, Poot (Pfote) > Pöting (Pfötchen), lies’ (leis, langsam) > liesing.
Лексика мекленбургского диалекта описана в Мекленбургском словаре (нем. Mecklenburgisches Wörterbuch).